# Ukrajinśke (domaśkyj starostynśkyj okruh)
Ukrajinśke (ukr. Українське) – wieś na Ukrainie, w obwodzie charkowskim, w rejonie łozowskim, w hromadzie Łozowa. W 2001 liczyła 270 mieszkańców.